# Droga wojewódzka 403
Die Droga wojewódzka 403 (DW 403) ist eine sechs Kilometer lange Droga wojewódzka (Woiwodschaftsstraße) in der polnischen Woiwodschaft Opole, die Łukowice Brzeskie mit Przylesie verbindet. Die Strecke liegt im Powiat Brzeski.

## Streckenverlauf
Woiwodschaft Opole, Powiat Brzeski
-  Łukowice Brzeskie (Laugwitz) (DK 39)
- Bierzów (Bärzdorf)
-  Przylesie (Konradswaldau) (A 4, DK 401)